# Ericeia aliena
Ericeia aliena är en fjärilsart som beskrevs av Walker 1858. Ericeia aliena ingår i släktet Ericeia och familjen nattflyn. Inga underarter finns listade i Catalogue of Life.